# チャンドラ・プラサッド・ガジュレル
チャンドラ・プラサッド・ガジュレル（ネパール語:चन्द्रप्रसाद गजुरेल,英:Chandra Prasad Gajurel 1948年4月29日 - ）はネパールの政治家、革命家。ネパール共産党毛沢東主義派政治局員。党国際部長。制憲議会議員。通称・C.P.ガジュレル。別名・ガウラヴ同志。
ネパール共産党マシャル派以来、プラチャンダの同志。
2003年、偽造旅券所持でインド当局に逮捕され、各国共産党が解放運動を行った。
2007年釈放。党スポークスマンとしてメディアへの露出も多い。
本名はチャンドラ・プラサッド・ガジュレルなのだが、国際刑事警察機構の指名手配書に間違ってチャンドラ・プラカーシュ・ガジュレル（ネパール語:चन्द्रप्रकाश गजुरेल,英:Chandra Prakash Gajurel)と記載されていたため、今でもミドルネームを「プラカーシュ」と誤記されることが多い(本人談)。 ただし、党や政府の文書には本名で記載されている。
2008年4月10日の制憲議会選挙でシンドゥリ郡第2選挙区から立候補し、当選。
2008年6月13日毛派幹部として初めて非公式に来日し、木村仁外務副大臣、二階俊博日本ネパール議員連盟会長らと会談した。1また、共同通信とも会見している。

## 註
1. ↑  共同通信2008/06/18 16:20
2. ↑  共同通信2008/06/21 17:32

出典のない部分は主に英語版による。